# Rosemary Sutcliff
Rosemary Sutcliff (14 décembre 1920 - 23 juillet 1992) est une femme de lettres britannique, auteure de romans historiques pour la jeunesse, se déroulant souvent dans la Grande-Bretagne de l'Antiquité ou reprenant le mythe arthurien dans une perspective historique.

## Prix et distinctions
En 1959, elle reçoit la Carnegie Medal pour The Lantern Bearers. 
En 1960, elle figure dans la « Honor List », de l' IBBY, pour Warrior Scarlet (La Pourpre du guerrier).
En 1971, elle est lauréate du Zilveren Griffel (nl).
En 1974, elle est « Hightly Commended Authors », par l' IBBY, pour l'ensemble de son œuvre.
En 1975, elle est faite officier de l'Empire britannique.

## Œuvres choisies
- 1954 : L'Aigle de la Neuvième Légion (The Eagle of the Ninth), Paris, Gallimard folio junior, 2003 — sur la Legio IX Hispana
- 1957 : The Silver Branch
- 1958 : La Pourpre du guerrier (Warrior Scarlet), Gallimard Lecture junior, 1992
- 1959 : The Lantern Bearers
- 1961 : Dawn Wind
- 1961 : Beowulf: Dragonslayer — d'après la légende de Beowulf.
- 1963 : The Hound of Ulster — d'après le mythe de Cúchulainn
- 1963 : Le Glaive au crépuscule (Sword at Sunset), Fleuve noir, 1966 — d'après le mythe du roi Arthur.
- 1965 : The Mark of the Horse Lord
- 1978 : Song for a Dark Queen — sur la reine Boadicée
- 1979 : The Sword and the Circle
- 1979 : The Light Beyond the Forest
- 1980 : Le Loup des frontières (Frontier Wolf), Gallimard Lecture junior, 1993
- 1981 : The Road to Camlann
- 1986 : Au nom du roi (Flame-coloured Taffeta), Flammarion, 1993
- 1987 : Le Cavalier du désert (Blood and Sand), Presses de la Cité, 1990